# Kōmei Abe
Kōmei Abe (安部幸明), född 1 september 1911 i Hiroshima, Japan, död 28 december 2006, var en japansk kompositör, dirigent och cellist. Han studerade vid Tokyo Musikaliska Akademi, först cello, och sedan komposition med Klaus Pringsheim och dirigentskap med Joseph Rosenstock. Han var sedan professor vid Elizabeth Musik Universitet i Kyoto och vid Kyoto Stads Universitet för Konst. Han komponerade orkesterverk, kammarmusik, körmusik, sånger och filmmusik.

## Valda Verk
- Kleine Suite för orkester (1937)
- Pianokonsert (1945)
- Symfonier (1957,60)
- Stråkkvartetter (1935-82)
- Flöjtsonater (1942,49)
- Divertimento för saxofon och piano (1951)
- Variationer på ett tema av Grieg, för 4 trumpeter, 4 valthorn, 3 tromboner och tuba (1972).